# Finchley Central (metrostation)
Finchley Central is een station van de metro van Londen aan de Northern Line in de wijk Church End van Finchley. Het station is geopend in 1867 en ligt hemelsbreed 11,35 km van Charing Cross.

## Geschiedenis

### Edgware, Highgate and London Railway
Het station is gebouwd voor de voorstadslijn, Edgware, Highgate and London Railway (EH & LR), die vanaf 1861 werd aangelegd. In 1866 kwam toestemming voor de tak naar High Barnet die bij het station zou aftakken van de hoofdlijn tussen Finsbury Park en Edgware. Vlak voor de opening kocht in juli 1867 de Great Northern Railway (GNR) de EH&LR, die de hoofdlijn tussen King's Cross en het noorden via Finsbury Park en Potters Bar exploiteerde.
Het station, op 11,8 spoorkilometer van King's Cross, werd op 22 augustus 1867 geopend onder de naam Finchley en Hendon samen met de lijn door de heuvels ten noorden van de stad (Northern Heights) en het toen nog landelijke Middlesex. De zijtak naar High Barnet werd op 1 april 1872 geopend en sindsdien is het station de splitsing van beide takken. Aan het begin van de 20e eeuw werden meerdere metrolijnen met elektrische tractie geopend. De GNR maakte echter met succes bezwaar tegen een verlenging van die lijnen naar het noorden.
Na de Eerste Wereldoorlog werd in 1921 een nieuwe spoorwegwet van kracht waardoor de GNR in 1923 opging in de London & North Eastern Railway (LNER). De LNER bleef zich verzetten tegen de verlenging van metrolijnen maar gaf dat in 1925 op toen bleek dat ze geen geld had om haar lijnen et elektrificeren.
Aan het begin van de jaren dertig kende het station dagelijks ongeveer 54 treinen van High Barnet naar Finsbury Park en verder naar King's Cross, Moorgate of Broad Street. Treinen tussen Finchley Central en Edgware reden doorgaans als pendeldienst al reden sommige door naar de eindpunten in de stad.
In 1933 werd het OV in Londen genationaliseerd in het London Passenger Transport Board (LPTB), kortweg London Transport.

### Northern Heights
London Transport kwam in 1935 met het New Works Programme waar het Northern Heights project onderdeel van was. Het project kwam er op neer dat London Transport de reizigersdiensten op de EH&LR zou overnemen van de LNER door de lijn te elektrificeren en integreren in de metro. Om de lijn met het bestaande metronet te verbinden werd tussen East Finchley en Highgate een tunnel geboord en zou bij Finsbury Park een bovengrondse aansluiting op de Northern City Line komen. De start van de werkzaamheden was in 1937 aanleiding om de hele lijn Northern Line te noemen als verwijzing naar de Northern Heights die door de lijn op de metro werden aangesloten. De metro bereikte East Finchley op 3 juli 1939 en de tak naar Edgware werd ten noorden van Finchley Central op 11 september 1939 gesloten voor de elektrificatie. Op 14 april 1940 was de elektrificatie gereed tot High Barnet en sindsdien doet de Northern Line Finchley Central aan. Het uitbreken van de Tweede Wereldoorlog betekende dat alleen het deel tot Mill Hill East, in verband met de naastgelegen Inglis kazerne, werd afgebouwd. De stoomdiensten van LNER werden op 2 maart 1941 gestaakt al bleef het goederenverkeer nog tot 1962 tussen de metrodiensten rijden. Op 18 mei 1941 ging de metrodienst naar Mill Hill East van start. In het kader van het project ontwierpen Charles Holden en Reginald Uren vervangende stationsgebouwen die aan beide zijden van de verkeersbrug aan de noordkant van het station zouden worden gebouwd. De beëindiging van het project betekende dat de nieuwbouw niet van start ging en het oorspronkelijke gebouw in Victoriaanse stijl, net als bij Mill Hill East behouden bleef. Hierdoor is het een van de oudste delen van het metronet, zelfs nog ouder dan de eerste geboorde tunnel van de Northern Line uit 1890.

### Wederopbouw

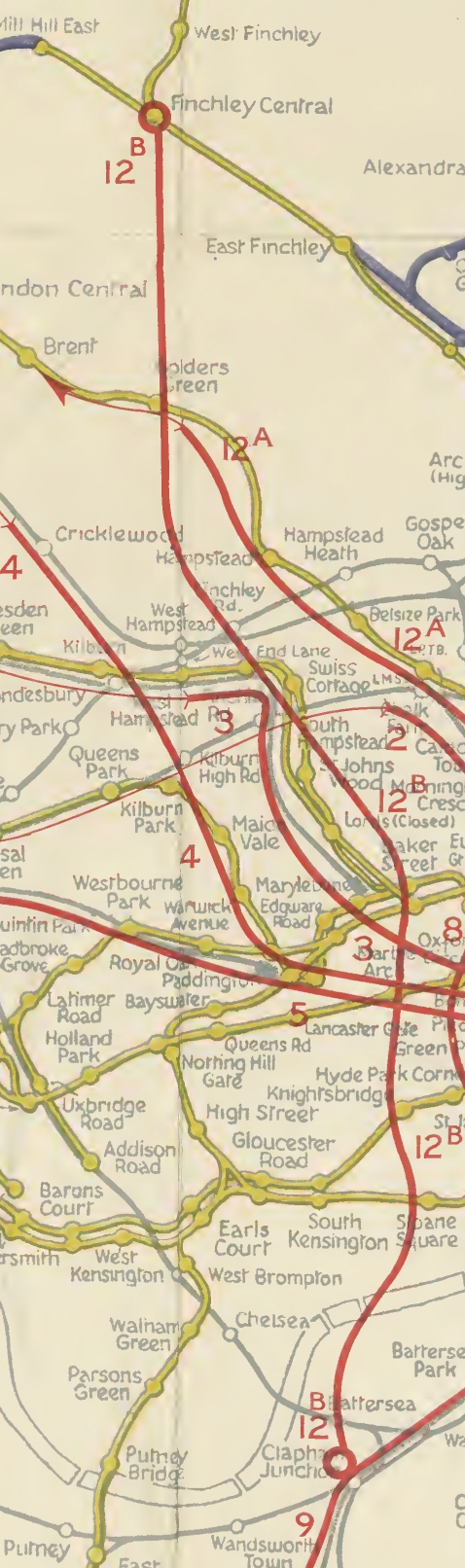
De nieuwe lijn tussen Finchley Central en Clapham Junction in het voorstel uit 1946

Na de oorlog werd het Northern Heights project aangepast maar tot uitvoering kwam het niet meer. Onderhoudswerken en herstel van oorlogsschade aan het bestaande netwerk legden een grootbeslag op de middelen van London Transport. Bovendien werd voorrang gegeven aan de verlengingen van de Central Line. In 1946 werd een onderzoeksverslag van een onderzoek naar de vervoersbehoefte in Londen, openbaar. In het verslag werd voorgesteld om een lijn (12B) tussen Finchley Central en Clapham Junction te bouwen via Golders Green en het West End omdat het voltooien van het Northern Heights project tot een overbelasting van de Northern Line zou leiden. Hoewel het Northern Heights project nog tot 1950 op de kaarten was ingetekend zijn de werkzaamheden nooit hervat en route 12B kwam er evenmin.
British Railways, de opvolger van de LNER, zette de goederendiensten van Finsbury Park naar de goederenloods van het station voort tot 1 oktober 1962.

## Ligging en inrichting
Het Victoriaanse stationsgebouw ligt aan de noordkant van de sporen aan de Chaville Way, een korte toegangsweg vanaf de kruising van Ballards Lane, Regents Park Road en Nether Street. Naast de toegang via het stationsgebouw is er ook aan de zuidkant een toegang aan de Station Road. Deze ingang sluit direct aan op de loopbrug boven de sporen die met een lift en een vaste trap verbonden is met het eilandperron. Spoor 1 aan de zuidkant van het eilandperron wordt gebruikt door diensten naar MillHill East of die eindigen in Finchley Central. Deze laatste keren om op het keerspoor tussen de doorgaande sporen aan de kant van Mill Hill East. Spoor 2 wordt gebruikt door de diensten naar High Barnet. Aan de noordkant is de loopbrug aangesloten op de eerste verdieping van het stationsgebouw dat zelf direct langs het perron van spoor 3 voor de metro's naar het centrum ligt. De perrons zijn aan de noordwest kant van de loopbrug overkapt en door de liften in het station is het geheel rolstoeltoegankelijk. Op de plaats waar tot 1962 het goederenstation lag ligt een parkeerterrein dat bereikbaar is vanaf Chaville Way.

## Reizigersdienst
De metro rijdt in het algemeen elke 3 a 7 minuten afhankelijk van de drukte. De ritten naar High Barnet beginnen om 5:44 uur en eindigen om 1:05 uur. In zuidelijke richting begint de dienst om 5:16 en eindigt om 1:06 uur afwisselend naar Nine Elms via Charing Cross en Morden via Bank. De diensten naar Mill Hill East rijden tussen 5:16 uur en 1:06 uur, in de daluren als pendeldienst, daarbuiten en na 23:00 uur als doorgaande dienst van en naar het centrum.
Harry Beck, ontwerper van de wereldberoemde Tube-kaart, woonde in de buurt en gebruikte het station in de jaren dertig. Op de gevel van het stationsgebouw hangt aan de perronzijde 3 een gedenkplaat samen met een geëmailleerd paneel in facsimile van Beck's iconische ontwerp uit 1933.

## Cultuur
- Het station speelt de hoofdrol in het Finchley Central-mindspel waarbij de spelers de namen van metrostations afroepen en degene die als eerste Finchley Central noemt wint. Het was op zijn beurt de basis voor het spel Mornington Crescent van het BBC Radio 4-programma I'm Sorry I Haven't a Clue.
- Het nummer "Finchley Central" van de band New Vaudeville bereikte nummer 11 in de Britse hitlijsten in 1967.

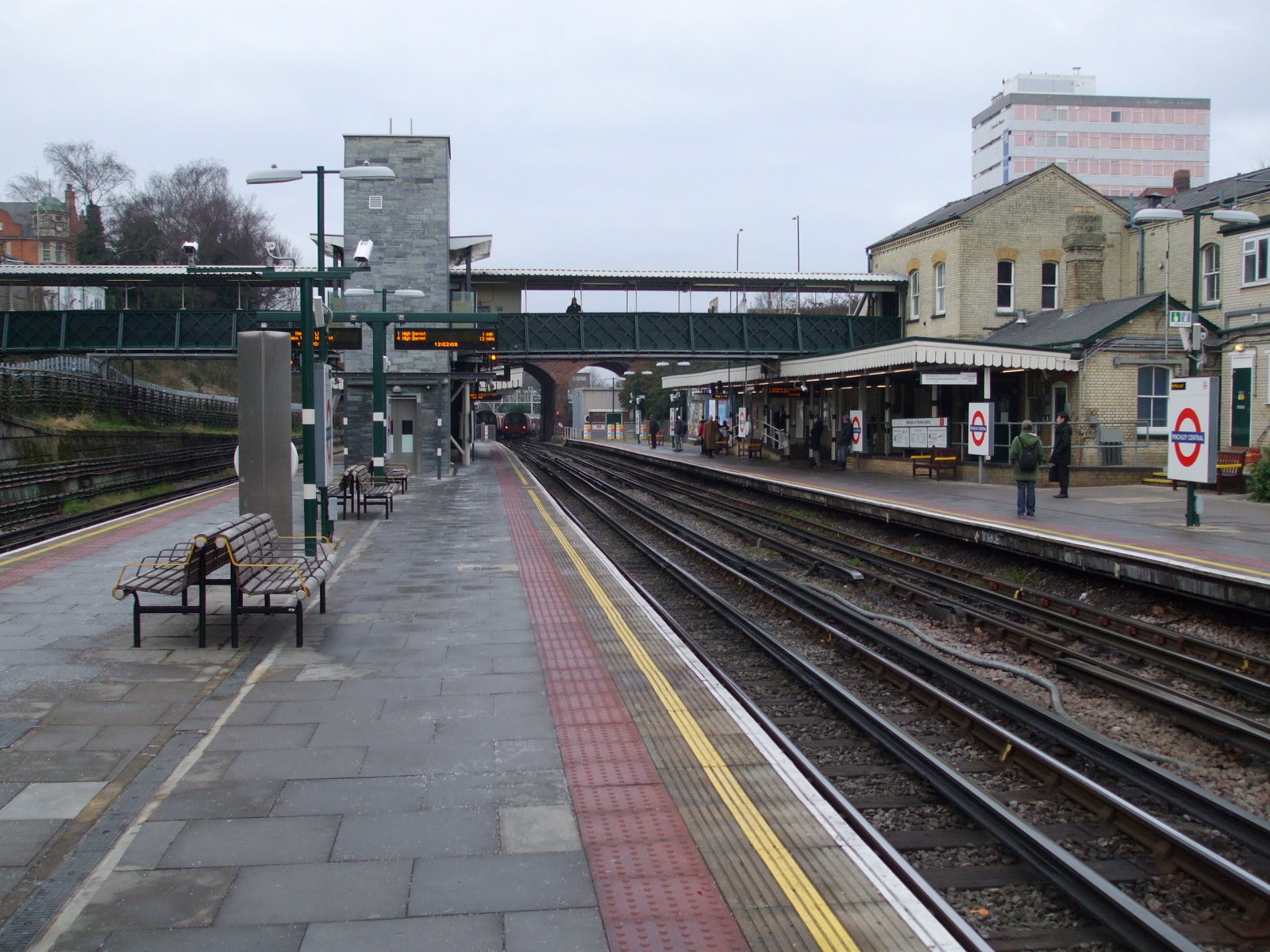
Een blik uit het zuidoosten.
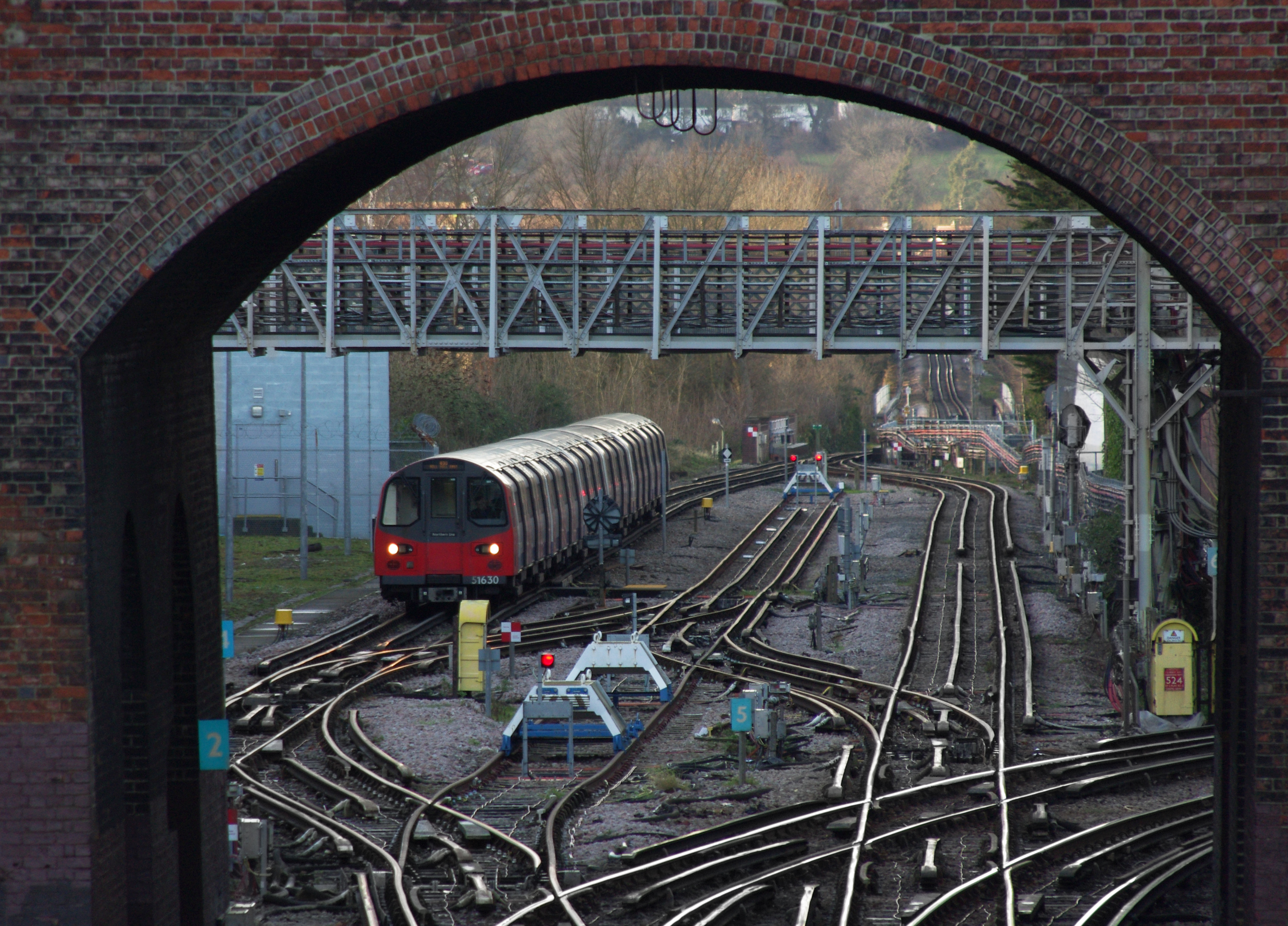
De sporen tussen het station en het Dollis Brook viaduct.
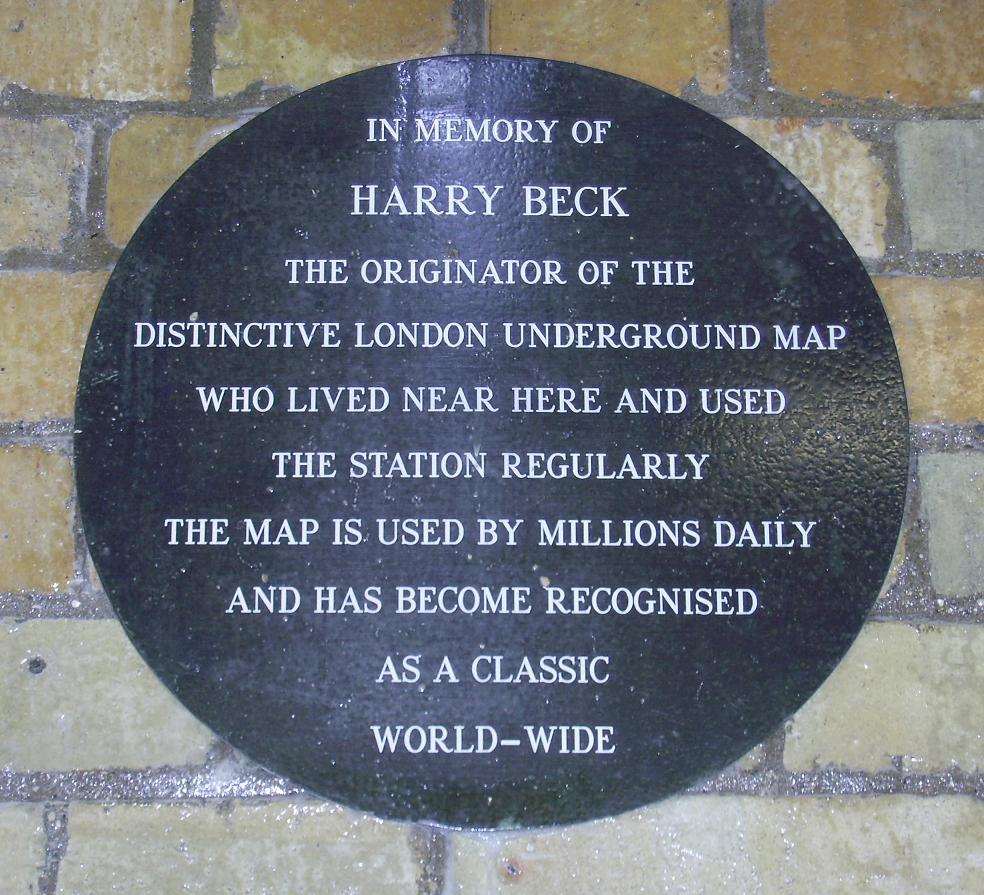
De gedenkplaat voor Harry Beck.

## Fotoarchief
- London Transport Museum Photographic Archive
  - Het voorplein met reclameborden voor de nieuwe metrodienst in 1940
  - De perrons met zowel LNER treinen als metrostellen, 1940
  - Het stationsgebouw in 1956